# Rebus (programma televisivo)
Rebus è stato un programma televisivo italiano di genere talk di attualità e politica, in diretta su Rai 3 tutte le domeniche dal 10 ottobre 2021 al 1º giugno 2025.

## Storia
Il programma andava in onda tutte le domeniche pomeriggio su Rai 3. In ogni puntata venivano trattati temi di attualità, con ospiti in studio e inviati in collegamento che intervistavano noti personaggi internazionali.

## Edizioni
| Edizione | Inizio            | Fine           | Puntate | Conduzione     | Conduzione       |
| -------- | ----------------- | -------------- | ------- | -------------- | ---------------- |
| 1ª       | 10 ottobre 2021   | 5 giugno 2022  | 31      | Corrado Augias | Giorgio Zanchini |
| 2ª       | 9 ottobre 2022    | 11 giugno 2023 | 33      | Corrado Augias | Giorgio Zanchini |
| 3ª       | 17 settembre 2023 | 16 giugno 2024 | 35      | –              | Giorgio Zanchini |
| 4ª       | 8 settembre 2024  | 1º giugno 2025 | 35      | –              | Giorgio Zanchini |